# 高レベル放射性廃棄物
高レベル放射性廃棄物（こうレベルほうしゃせいはいきぶつ、英: High level waste, HLW）とは、使用済み核燃料の再処理における浸出廃液及び廃棄される使用済み核燃料、またはこれらと同等の強い放射能を有する放射性廃棄物を言う。
日本においては、慣習的に、使用済み核燃料の再処理における溶解に用いた硝酸を主とする廃液及びその固化体を指す。特に原子炉等規制法で規制される放射性廃棄物を言う。

## 概要
日本においては、慣習的に、使用済み核燃料の再処理廃液及びそのガラス固化体を高レベル放射性廃棄物（High level waste）と呼ぶ。主に核分裂生成物 (fission product、FP) からなる。使用済み核燃料の再処理廃液から分離される長寿命の超ウラン元素からなる廃棄物はTRU廃棄物と呼ばれ高レベル放射性廃棄物とは区別される。

## 高レベル放射性廃棄物の処理処分
日本において、高レベル放射性廃棄物は、地層処分されることとなっている。
ほか、元の使用済み核燃料の減容化・低害化する技術（分離変換技術）の研究開発も進められている。

### 日本における高レベル放射性廃棄物の処理処分に向けた動き
昭和51年（1976年）
原子力委員会は「放射性廃棄物対策について」を決定し、それを受けて旧動力炉・核燃料開発事業団を中核に高レベル放射性廃棄物の地層処分の研究開発が始められる。
昭和55年（1980年）
原子力委員会の放射性廃棄物対策専門部会は「高レベル放射性廃棄物処理に関する研究開発の推進について」において高レベル放射性廃棄物処分方法の研究開発のあり方を示した。
昭和60年（1985年）
原子力委員会は「放射性廃棄物処理処分方策について」を決定した。
平成4年（1992年）
旧動力炉・核燃料開発事業団は、報告書「高レベル放射性廃棄物地層処分研究開発の技術報告書−平成3年度−」（以下、第1次取りまとめという）を取りまとめ、「わが国における地層処分の安全確保を図っていく上での技術的可能性が明らかにされた」という国の評価を受けた。
平成9年（1997年）
原子力委員会原子力バックエンド対策専門部会は「高レベル放射性廃棄物の地層処分研究開発等の今後の進め方について」を取りまとめ、その中で核燃料サイクル開発機構が2000年までに取りまとめる報告書の技術的重要課題を示した。
平成10年（1998年）
原子力委員会の高レベル放射性廃棄物処分懇談会は「高レベル放射性廃棄物処分に向けての基本的考え方について」を公表した。
平成11年（1999年）
核燃料サイクル開発機構は、平成9年の専門部会報告書に従い、第一次取りまとめ以降の地層処分研究開発成果を取りまとめた報告書「わが国における高レベル放射性廃棄物地層処分の技術的信頼性—地層処分研究開発第2次取りまとめ—」（以下、第2次取りまとめという）を取りまとめた。
平成12年（2000年）
特定放射性廃棄物の最終処分に関する法律（最終処分法）が可決される。6月の最終処分法の公布を受けて同年10月に原子力発電環境整備機構（NUMO）が設立される。
平成17年（2005年）
核燃料サイクル開発機構は「高レベル放射性廃棄物の地層処分技術に関する知識基盤の構築—平成17年取りまとめ—」を取りまとめた。
平成26年（2014年）
日本学術会議は2014年9月、政府に対し、空冷式の容器に納めて、地上か浅い地下で暫定保管すべきとの報告書を公表した。

### 日本国外での動き
ドイツでは既に地下の岩塩層や廃鉱跡地に埋設処理することで具体的な対策を検討中である。
フィンランド、エウラヨキのオルキルオト島のOnkalo廃棄物貯蔵施設が2020年から100年間稼働予定で建設中である。原子力発電施設を持つ各国では建設地の設定が急がれている。